# Tudur ap Gruffudd
 (mars 2017).
Si vous disposez d'ouvrages ou d'articles de référence ou si vous connaissez des sites web de qualité traitant du thème abordé ici, merci de compléter l'article en donnant les références utiles à sa vérifiabilité et en les liant à la section « Notes et références ».
Tudur ap Gruffudd, né vers 1357 et mort le 5 mai 1405, était l'un des frères d'Owain Glyndŵr, le leader de la révolte des Gallois, à laquelle il participa.
Il fut tué lors d'un engagement avec les forces anglaises de John Talbot à Usk, et sa tête fut publiquement exhibée à Londres.

## Sources
- R. R. Davies The Revolt of Owain Glyn Dŵr (Oxford University Press, 2001)